# Gomphrena angustifolia
Gomphrena angustifolia är en amarantväxtart som beskrevs av Vahl. Gomphrena angustifolia ingår i släktet klotamaranter, och familjen amarantväxter. Inga underarter finns listade i Catalogue of Life.